# Francis Parkman

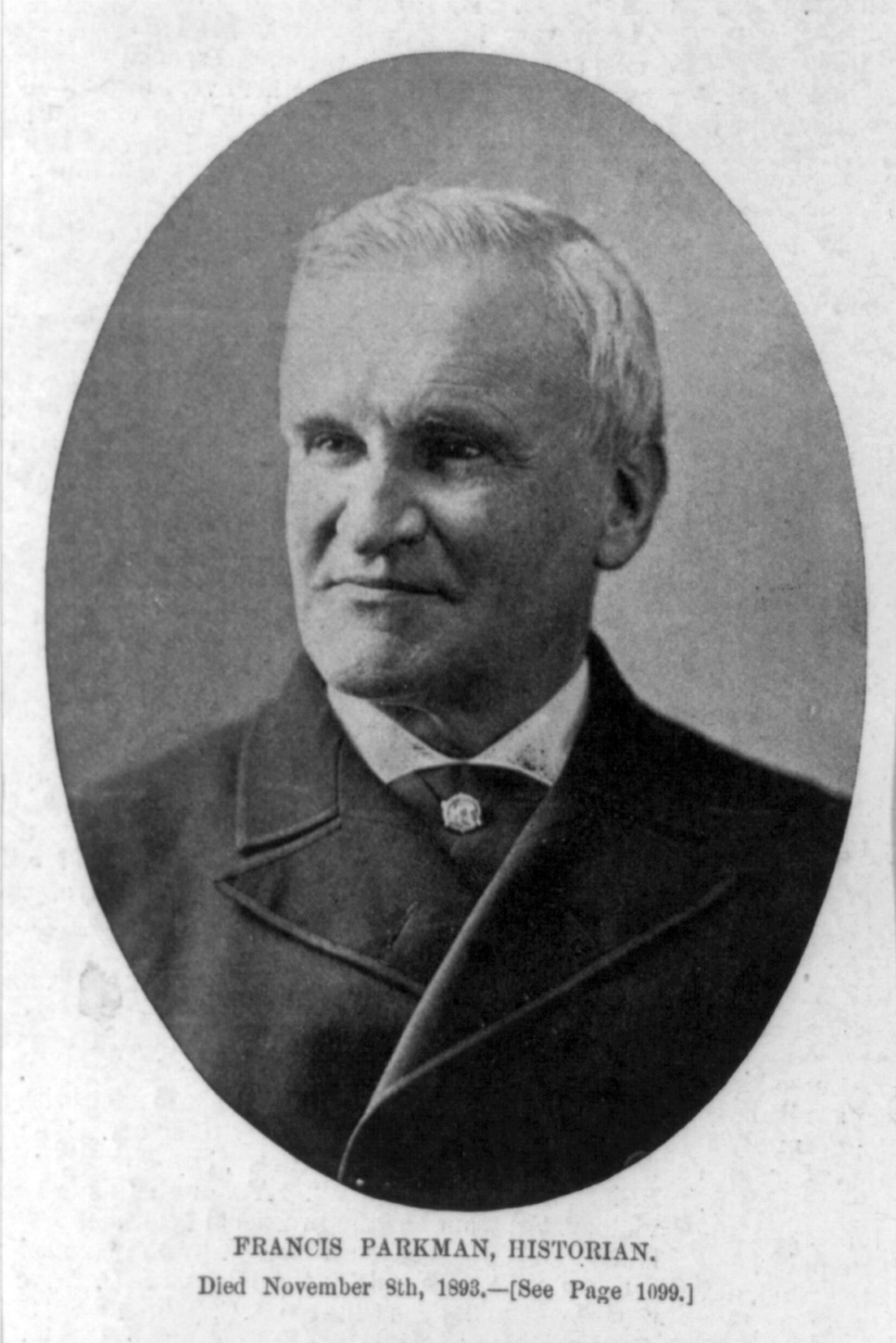
Francis Parkman

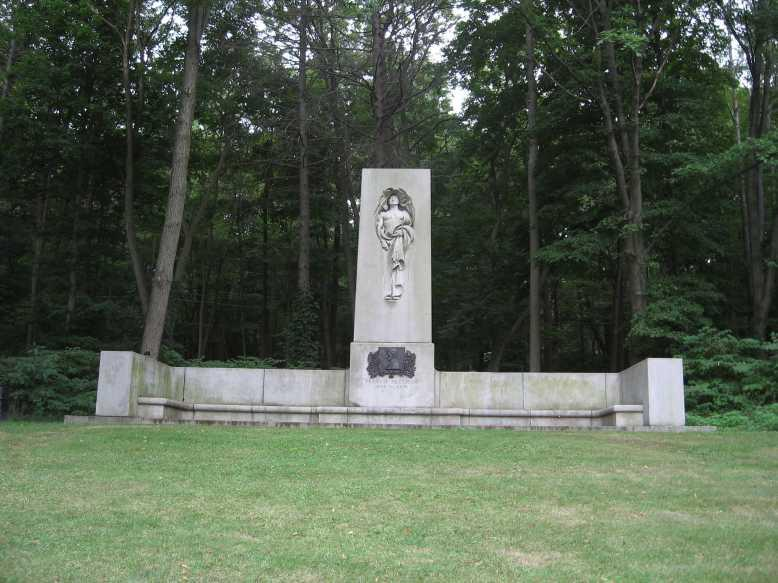
Parkman-Memorial in Jamaica Plain (Mass.)

Francis Parkman (* 16. September 1823 in Boston; † 8. November 1893 in Jamaica Plain (Massachusetts)) war ein US-amerikanischer Historiker.
In seiner Jugend lebte Parkman zeitweise unter Indianern und beschrieb dies in The Oregon Trail von 1849. Später wurde Parkman Professor in Harvard. 1855 wurde er in die American Academy of Arts and Sciences gewählt.
In seinen Arbeiten untersuchte er die nordamerikanische Kolonialgeschichte. Sein Hauptwerk ist der Gesamtüberblick in sieben Bänden France and England in North America, an dem er von 1865 bis 1892 arbeitete.
Ihm zu Ehren ist der Francis Parkman Prize benannt. Sein Bostoner Wohnhaus ist unter der Bezeichnung Francis Parkman House als National Historic Landmark im National Register of Historic Places eingetragen.

## Werke
- The Oregon Trail (1847)
- The Conspiracy of Pontiac (1851), deutsch unter dem Titel Die Verschwörung des Pontiac (Mainz 2015)
- Vassall Morton (1856), Roman
- The Pioneers of France in the New World (1865)
- The Book of Roses (1866)
- The Jesuits in North America in the Seventeenth Century (1867), deutsch unter dem Titel Die Jesuiten in Nord-Amerika im siebzehnten Jahrhundert (Stuttgart 1878)
- La Salle and the Discovery of the Great West (1869)
- The Old Régime in Canada (1874)
- Count Frontenac and New France under Louis XIV (1877)
- Montcalm and Wolfe (1884)
- A Half Century of Conflict (1892)

moderne Ausgaben
- France and England in North America. 2 Bände, hrsg. von David Levin. Library of America, New York 1983.
- The Oregon Trail, The Conspiracy of Pontiac. Hrsg. von William R. Taylor. Library of America, New York 1991.
- The Journals of Francis Parkman. 2 Bände, hrsg. von Mason Wade. Harper, New York 1947.
- The Letters of Francis Parkman. 2 Bände, hrsg. von Wilbur R. Jacobs. University of Oklahoma Press, Norman 1960.

## Sekundärliteratur
- Charles Haight Farnham: A Life of Francis Parkman. Little, Brown, and Co., Boston 1900.
- Robert L. Gale: Francis Parkman (= Twayne’s United States Authors Series 220). Twayne, New York 1973, ISBN 0-8057-0582-1.
- Wilbur R. Jacobs: Francis Parkman, Historian as Hero: The Formative Years. University of Texas Press, Austin 1991, ISBN 0-292-72467-5.
- Francis Jennings: Francis Parkman: A Brahmin among Untouchables. In: The William and Mary Quarterly 42:3, 1985, S. 305–328.
- David Levin: History as Romantic Art: Bancroft, Prescott, Motley, and Parkman. Stanford University Press, Stanford CA 1959.
- Otis A. Pease: Parkman’s History: The Historian as Literary Artist. Yale University Press, New Haven 1953.
- Hans Schmidt: Francis Parkman als Historiker. In: Archiv für Kulturgeschichte 53, 1971, S. 140–153.
- Henry Dwight Sedgwick: Francis Parkman. Houghton, Mifflin and Co., Boston 1904.
- Richard C. Vitzthum: The American Compromise: Theme and Method in the Histories of Bancroft, Parkman, and Adams. University of Oklahoma Press, Norman 1974.
- Mason Wade: Francis Parkman: Heroic Historian. Viking, New York 1942.